# Dudley (Massachusetts)
Dudley es un pueblo ubicado en el condado de Worcester en el estado estadounidense de Massachusetts. En el Censo de 2010 tenía una población de 11.390 habitantes y una densidad poblacional de 201,12 personas por km².

## Geografía
Dudley se encuentra ubicado en las coordenadas 42°3′14″N 71°56′6″O / 42.05389, -71.93500. Según la Oficina del Censo de los Estados Unidos, Dudley tiene una superficie total de 56.63 km², de la cual 53.92 km² corresponden a tierra firme y (4.8%) 2.72 km² es agua.

## Demografía
Según el censo de 2010, había 11.390 personas residiendo en Dudley. La densidad de población era de 201,12 hab./km². De los 11.390 habitantes, Dudley estaba compuesto por el 95.49% blancos, el 1.19% eran afroamericanos, el 0.14% eran amerindios, el 0.83% eran asiáticos, el 0.01% eran isleños del Pacífico, el 0.9% eran de otras razas y el 1.43% pertenecían a dos o más razas. Del total de la población el 2.9% eran hispanos o latinos de cualquier raza.